# 苏菲·侯活
苏菲·侯活（Sophie Howard，1983年2月24日—），出生于英国紹斯波特（Southport），是一位全职模特，经常出现在成人杂志例如Maxim、Zoo Weekly、Loaded。在2005年8月， 她被Loaded杂志的“最美胸部”民意调查评为第一名，同年，她名列英国FHM杂志“最性感的一百个女人”的第73名。而到2006年，她更上升至第68位。

## 平生简述
苏菲·侯活出生英国南港。她在基督国王天主教（Christ the King Catholic High school）上高中。之后，她参加基督教救世军，16岁时离队。 在17岁时，她在酒吧做脱衣舞女郎。 苏菲·侯活在大学时主修英文，她在写文章上很有创作性，但是， 她之后改了主修市场信息系统专业（Marketing Information Systems）。期间，IMM模特公司跟她签约而她更被Loaded杂志发掘，并邀请她拍照片。侯活之后发些业余摄影者拍的照片给那间公司，随后，在2005年12月登上Loaded杂志封面。
苏菲·侯活跟专业摄影师珍尼·西维奇合作变得更加出名了。后来， 她更和Loaded杂志签约，成为男女关系专栏作家，到2006年为止，她已和Nuts杂志签了一份为期18个月的合同。
2012年，她從裸體模特兒界退休。

## 个人琐事
她有6个文身，包括背部3个星星型文身。但是，拍出来的相片已把文身用电脑清除掉了。
曾被診断有红斑狼疮。

## 外部連結
- Mandatory.com profile